# Temat-heret-cheret
Temat-heret-cheret ist zugleich die Bezeichnung des altägyptischen Sternbildes Matte sowie eines altägyptischen Dekans, der sieben Dekan-Sterne umfasste und die zwei Einzeldekane Temat-heret und Temat-cheret beinhaltete. 

## Hintergrund

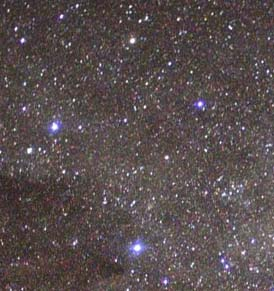
Kreuz des Südens

Die auffälligsten Himmelsobjekte sind hierbei die vier Hauptsterne Acrux, Becrux, Gacrux und Decrux vom Sternbild Kreuz des Südens. Diese vier Hauptsterne bilden eine gut erkennbare Raute.  
In den Dekanlisten der Sethos-Schrift repräsentierte Temat-heret-cheret am Leib der Nut den fünften Dekan. Der heliakische Aufgang war für den 16. Schemu II angesetzt und hatte als Datierungsgrundlage die verfügte Anordnung unter Sesostris III. (12. Dynastie) in dessen siebtem Regierungsjahr.